# Saint-Symphorien-d'Ancelles
Saint-Symphorien-d'Ancelles är en kommun i departementet Saône-et-Loire i regionen Bourgogne-Franche-Comté i östra Frankrike. Kommunen ligger i kantonen La Chapelle-de-Guinchay som tillhör arrondissementet Mâcon. År 2022 hade Saint-Symphorien-d'Ancelles 1 128 invånare.

## Befolkningsutveckling
Antalet invånare i kommunen Saint-Symphorien-d'Ancelles
| Referens: INSEE |